# Кладовище Святого Миколая (Баутцен)

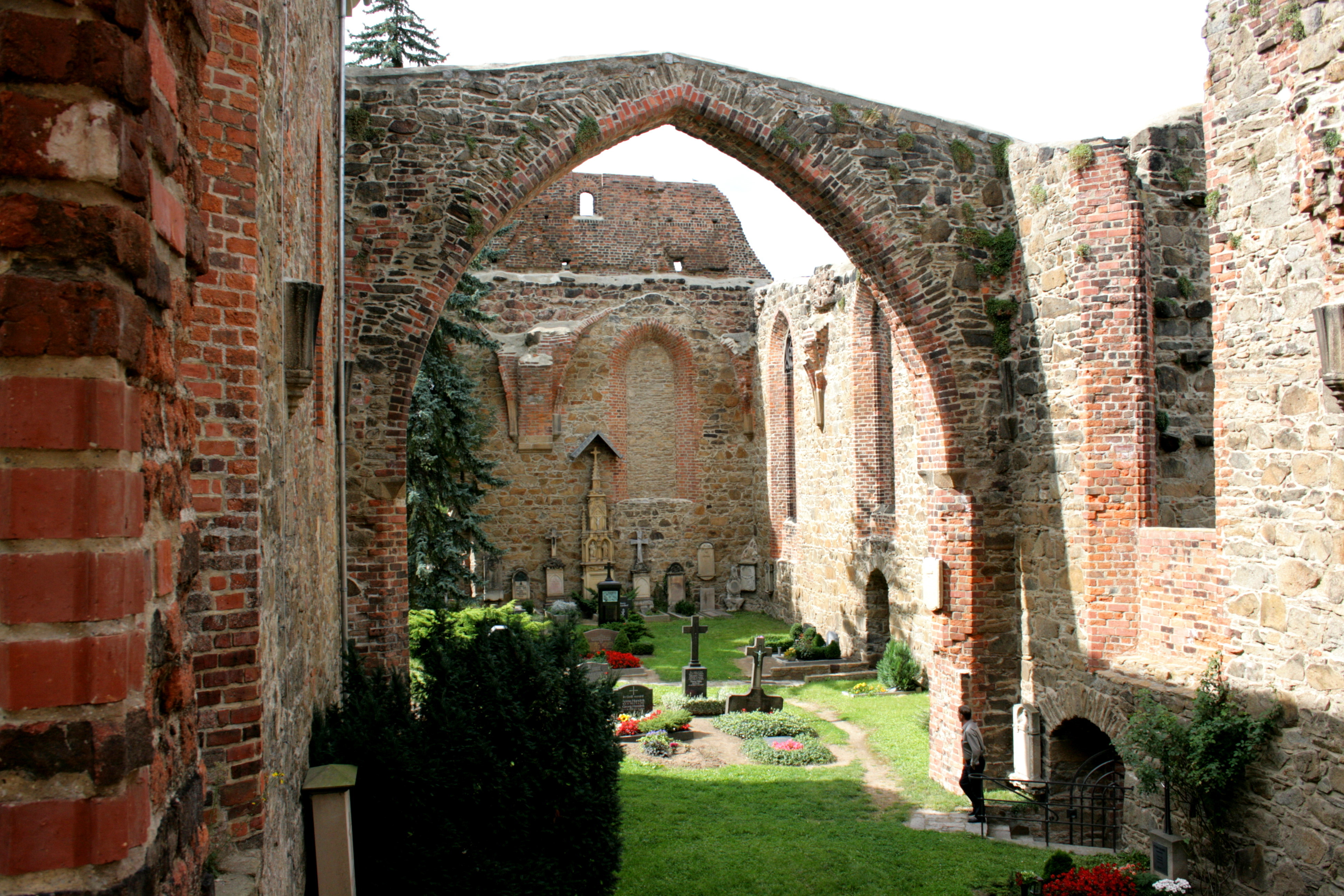
Руїни храму святого Миколая

Кладовище святого Миколая, або Міклаушк (луж. Mikławšk; нім. Nicolaifriedhof - католицький цвинтар, історичний некрополь, що знаходиться в старій частині міста Баутцен, Німеччина. Історичний пам'ятник лужицького народу. 
Кладовище було засновано в 1455 році. Перші поховання проводилися за межами міських воріт Святого Миколая в північній частині міста. Своє найменування некрополь отримав від католицького храму Святого Миколая, який був побудований в 1444 році. Церква святого Миколая була зруйнована в 1634 році при взятті Будішина саксонськими військами під час Тридцятилітньої війни. У 1852 році на території кладовища була побудована невелика каплиця, яка до теперішнього часу використовується для проведення похоронних обрядів. 

## Захоронення
На цвинтарі поховані відомі представники лужицького народу і діячі католицької церкви: 
- Міхал Горнік (1833 — 1894) — католицький священик, серболужичанський мовознавець, письменник, публіцист, перекладач, засновник і редактор газети Katolski Posoł і журналів Łužičan та Serbski Hospodar, голова товариства «Матиці Сербської» (з 1882 року), брав активну участь у серболужичанському національному відродженні XIX століття.
- Петр Дучман (1839 — 1907) — серболужицький лікар, фотограф, громадський і театральний діяч. Вважається засновником серболужицького театру.
- Юрій Млинк (1927 — 1971) — лужицький письменник, літературознавець і перекладач.

## Галерея

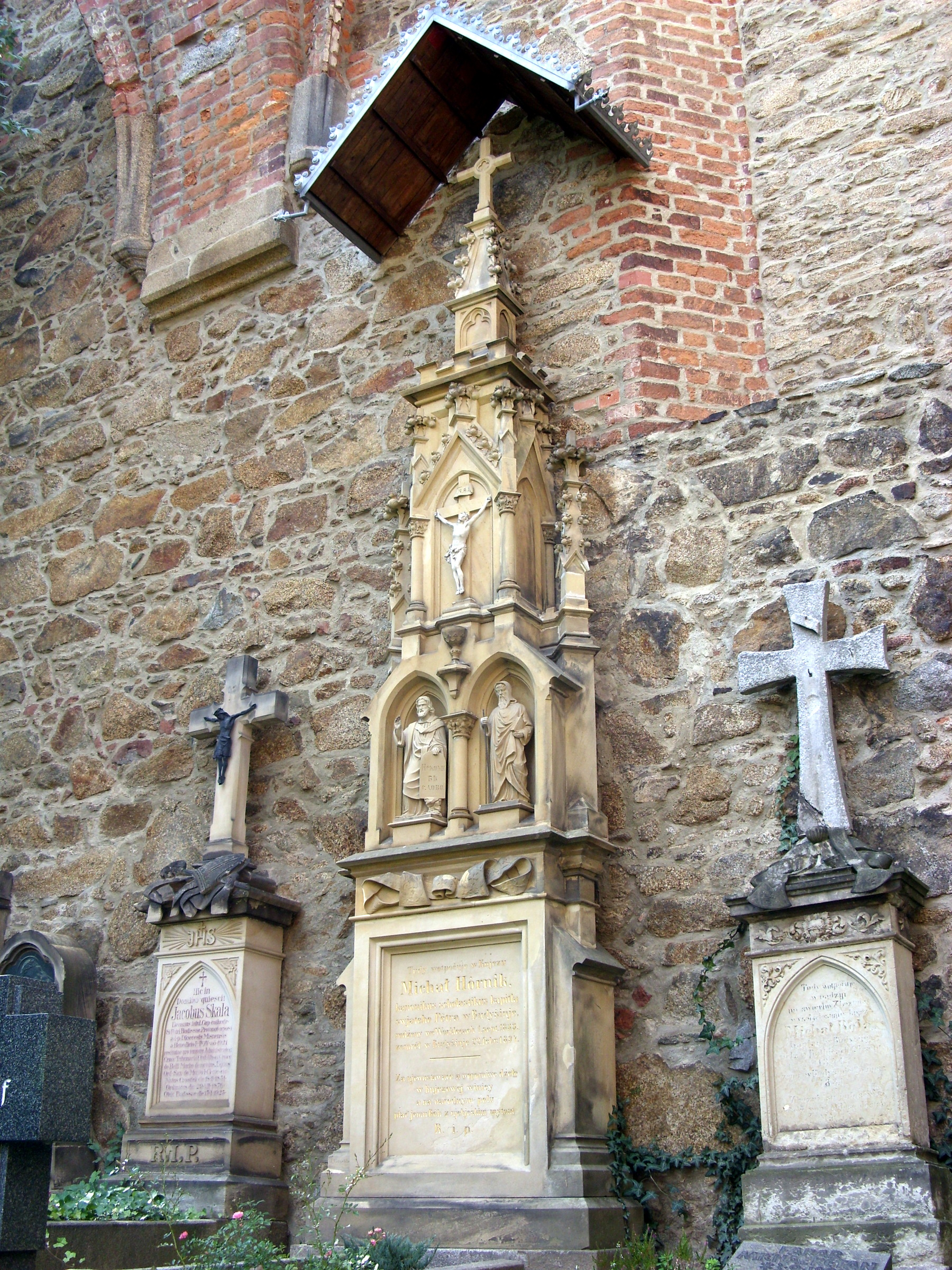
Могила Міхала Горніка
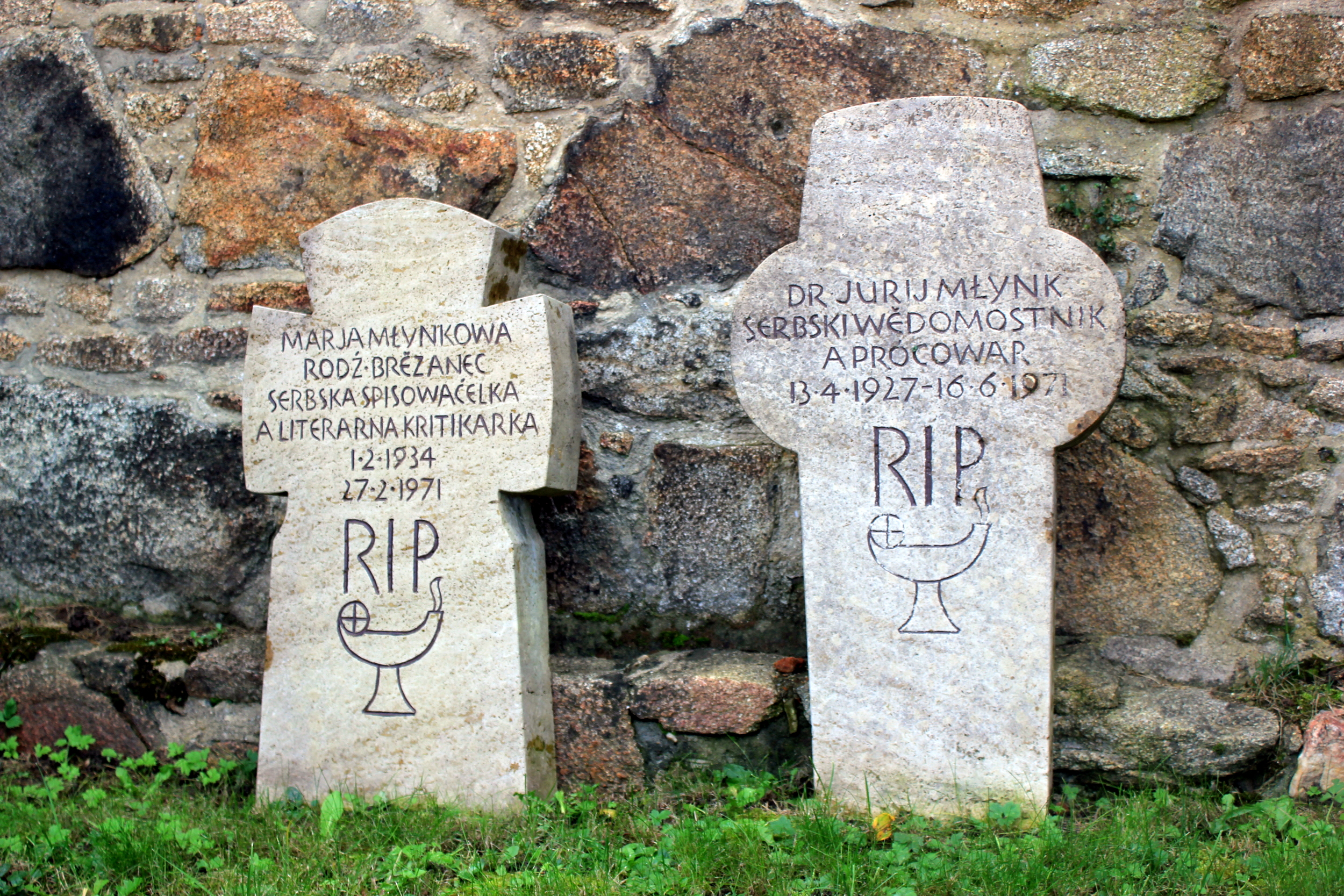
Могили Марії і Юрія Млинків